# Veinte de Noviembre, Las Margaritas
Veinte de Noviembre är en ort i Mexiko.   Den ligger i kommunen Las Margaritas och delstaten Chiapas, i den sydöstra delen av landet, 800 km öster om huvudstaden Mexico City. Veinte de Noviembre ligger 1 565 meter över havet och antalet invånare är 2 207.
Terrängen runt Veinte de Noviembre är kuperad. Runt Veinte de Noviembre är det ganska glesbefolkat, med 29 invånare per kvadratkilometer. Närmaste större samhälle är Chanal, 19,1 km väster om Veinte de Noviembre. I omgivningarna runt Veinte de Noviembre växer huvudsakligen savannskog.